# Красноморская зубатая барабуля
Красноморская зубатая барабуля (лат. Parupeneus forsskali) — вид  лучепёрых рыб из семейства барабулевых (Mullidae). Максимальная длина тела 28 см. Распространены в Индийском океане. Через Суэцкий канал проникли в Средиземное море.

## Описание
Тело вытянутое, несколько сжато с боков, покрыто крупной чешуёй. Длина головы укладывается 2,9—3,2 раза в стандартную длину тела. Рыло заострённое, его длина в 1,7—1,9 раза меньше длины головы. Маленький рот расположен на нижней части головы. Два длинных подбородочных усика, их окончания доходят до края жаберной крышки. Окончание верхней челюсти не доходит до вертикали, проходящей через начало орбиты глаза. На верхней челюсти есть клыковидные зубы в передней части, переходящие в конические. На нижней челюсти нет клыковидных зубов. На нёбной кости и сошнике зубов нет. На первой жаберной дуге 30—34 жаберных тычинок. Два спинных плавника, в первом 7—9 (обычно 8) колючих лучей, первая колючка очень короткая, а вторая и третья самые длинные. Во втором спинном плавнике 9 мягких лучей. Между основаниями спинных плавников умещается 3 поперечных ряда чешуй. В анальном плавнике 1 жёсткий и 7 мягких лучей. Последние лучи второго спинного и анального плавников удлинённые. В грудных плавниках 14—17 мягких лучей. Хвостовой плавник раздвоенный. В боковой линии 27—28 чешуй.
Тело беловатого цвета, края чешуй жёлтые. Вдоль тела от верхней губы через глаз до окончания основания второго спинного плавника проходит широкая чёрная полоса. Тело над этой полосой серовато-зелёное. Верхняя часть хвостового стебля жёлтая с чёрном округлым пятном. Хвостовой плавник жёлтый. Второй спинной и анальный плавники с узкими голубыми и жёлтыми полосками. У особей в Средиземном море окраска тела розоватая, а полоса, проходящая вдоль тела, красноватая.

## Биология
Морские придонные рыбы. Обитают в прибрежных водах вблизи коралловых рифов над песчаными грунтами. Образуют небольшие стайки. В поисках пищи постоянно плавают над поверхностью грунта, отыскивая добычу в песке с помощью чувствительных подбородочных усиков. Питаются донными беспозвоночными, преимущественно ракообразными и полихетами.
Самки и самцы красноморской зубатой барабули впервые созревают (50% в популяции) при длине тела 15,4 см. Икра и личинки пелагические. Продолжительность жизни 5 лет.

## Ареал
Распространены в Красном море и Аденском заливе до Сокотры. Одна из наиболее обычных рыб в данном регионе. Через Суэцкий канал проникли в Средиземное море, где хорошо прижились.